# Roșietici, Florești
Roșietici este satul de reședință al comunei cu același nume  din raionul Florești Republica Moldova.

## Istorie
Inițial, satul se numea Roșieticii Noi. În 1964, satele Roșieticii Noi și Roșieticii Vechi au fost unite într-un singur sat, numit Roșietici. În 1992 s-a revenit la situația inițială, cele două sate redevenind separate.

## Demografie
Conform recensământului populației din 2004, satul Roșietici avea 656 locuitori: 654 moldoveni, 1 rus și 1 găgăuz.

## Personalități
- Zaharia Cușnir (1912-1993), fotograf[2]